# 니오 ET9
니오 ET9(영어: Nio ET9)은 니오에서 2025년부터 생산 중인 배터리 전기 풀사이즈 고급 세단이다. 이 차는 니오의 NT 3.0 플랫폼과 자체 개발한 센지 자율주행 칩을 탑재한 최초의 차량으로, 니오의 플래그십 모델이다. 또한 중국 최초로 스티어 바이 와이어 기술과 900V 전기 아키텍처를 적용한 양산형 전기 자동차이기도 한다.